# Tolije
Tolije (Parnassia) je rod vyšších dvouděložných rostlin z čeledi jesencovitých (Celastraceae).

## Charakteristika
Vytrvalé lysé byliny s tlustým podzemním oddenkem. Listy jsou uspořádány v přízemní růžici, květní stvol je bezlistý nebo častěji s jedním až několika listy. Přízemní listy jsou celokrajné, obyčejně dlouze řapíkaté, lodyžní listy přisedlé až objímavé. Květy jsou jednotlivé na vrcholu květního stvolu, s 5 kališními a 5 korunními lístky. Korunní lístky jsou bílé nebo nažloutlé, vzácněji i nazelenalé, s celokrajným nebo třásnitým okrajem. Andreceum je složeno z 5 tyčinek a 5 staminodií. Tyčinky jsou postaveny naproti kališním lístkům. Staminodia jsou naproti korunním lístkům, různě tvarovaná, u některých druhů paprsčitě rozvětvená a zakončená kapkovitou žlázkou (např. evropská tolije bahenní - Parnassia palustris). Gyneceum je svrchní nebo polospodní, jednoplodolistové, s mnoha vajíčky a jednou čnělkou. Plodem je mnohasemenná tobolka pukající 3 nebo 4 chlopněmi. Semena jsou drobná, hladká.
Rod zahrnuje asi 70 druhů rozšířených v mírném pásu severní polokoule. Centrum diversity je ve východní Asii. V Číně se vyskytuje 63 druhů, z toho 49 je zde endemických. V Evropě roste jediný druh. V Severní Americe se vyskytuje asi 9 druhů.
Tolije rostou na vlhkých stanovištích, v močálech, na rašeliništích ap.

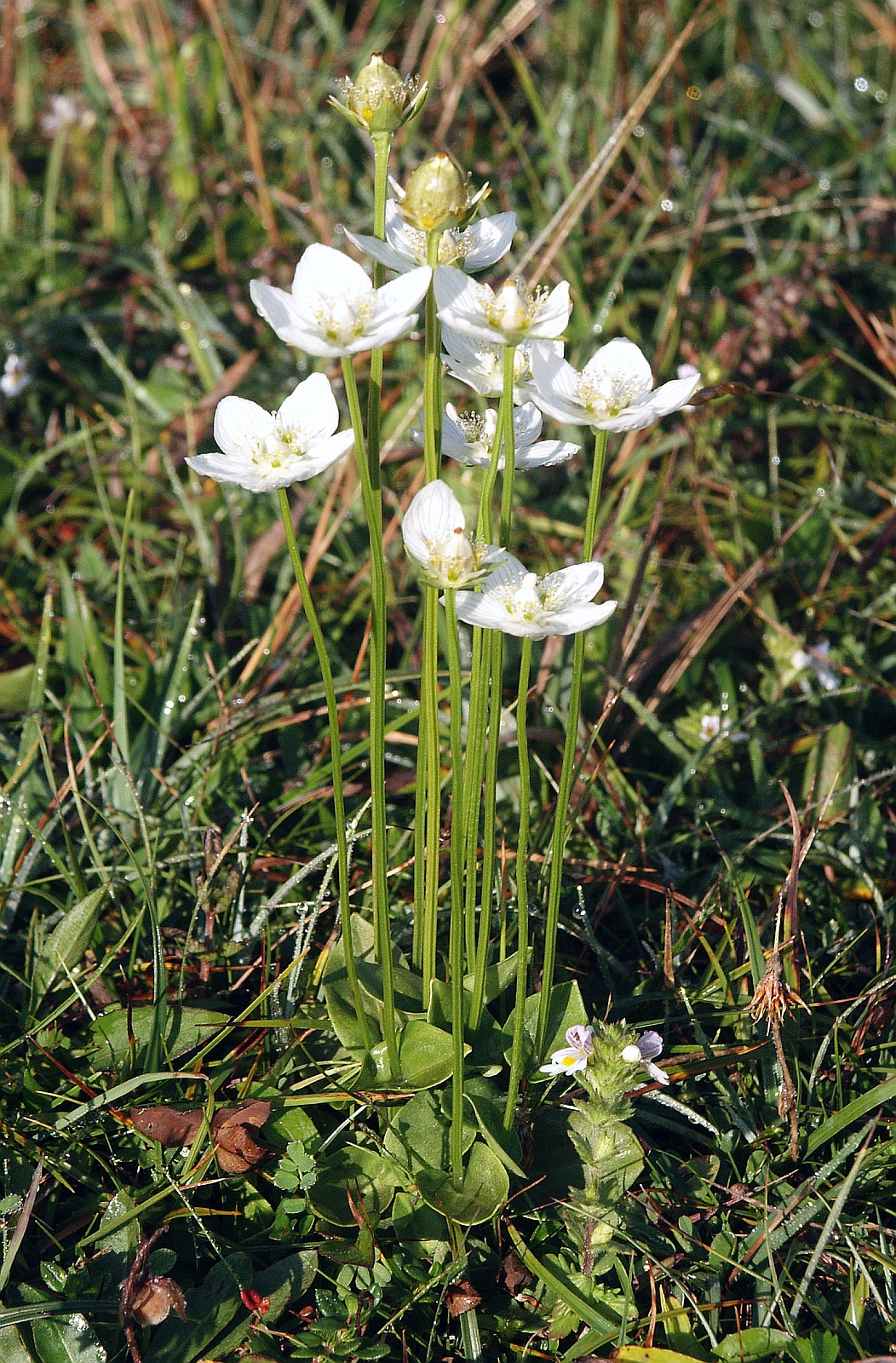
Tolije bahenní (Parnassia palustris)
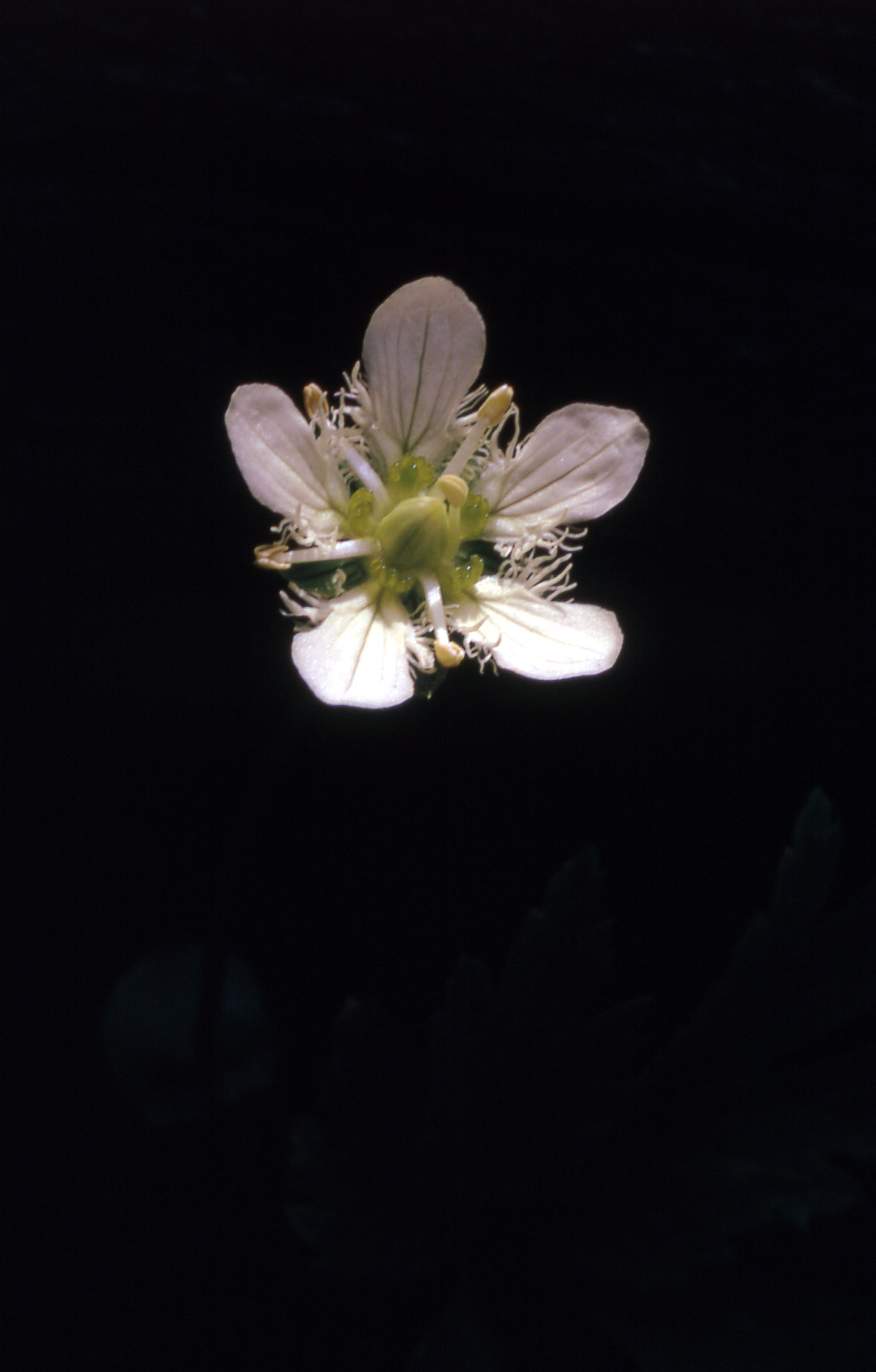
Tolije Parnassia fimbriata

## Taxonomie
Rod tolije (Parnassia) byl tradičně spojován s čeledí lomikamenovité (Saxifragaceae). Až v systému APG II byl na základě květní morfologie a molekulárních studií přeřazen do řádu jesencotvarých (Celastrales) v rámci čeledi tolijovité (Parnassiaceae), zahrnující jen rody Parnassia a Lepuropetalon. Následně byl v novém systému APG III po zrušení čeledě tolijovitých vřazen přímo do čeledě jesencovitých.

## Využití
Některé druhy mají využití jako okrasné trvalky pro vlhká stanoviště.

## Zástupci
- tolije bahenní (Parnassia palustris)